# Список видов семейства Oxyopidae
Список всех описанных видов пауков семейства Oxyopidae на 12 сентября 2013 года.

## Hamadruas
Hamadruas Deeleman-Reinhold, 2009
- Hamadruas austera (Thorell, 1894) — Сингапур
- Hamadruas heterosticta (Pocock, 1897) — Сулавеси, Молуккские острова
- Hamadruas hieroglyphica (Thorell, 1887) — Китай, Мьянма
- Hamadruas insulana (Thorell, 1891) — Никобарские острова
- Hamadruas pupulus (Thorell, 1890) — Ниас
- Hamadruas severa (Thorell, 1895) — Мьянма, Ломбок
- Hamadruas signifera (Doleschall, 1859) — Ява
- Hamadruas sikkimensis (Tikader, 1970) — Индия, Китай
- Hamadruas superba (Thorell, 1887) — Мьянма, Таиланд, Борнео

## Hamataliwa
Hamataliwa Keyserling, 1887
- Hamataliwa albibarbis (Mello-Leitao, 1947) — Бразилия
- Hamataliwa argyrescens Mello-Leitao, 1929 — Бразилия
- Hamataliwa aurita Zhang, Zhu & Song, 2005 — Китай
- Hamataliwa banksi (Mello-Leitao, 1928) — Мексика до Коста-Рики
- Hamataliwa barroana (Chamberlin & Ivie, 1936) — Мексика до Панамы
- Hamataliwa bicolor (Mello-Leitao, 1929) — Бразилия
- Hamataliwa bituberculata (Mello-Leitao, 1929) — Бразилия, Гайана
- Hamataliwa brunnea (F. O. P.-Cambridge, 1902) — Мексика
- Hamataliwa buelowae Mello-Leitao, 1945 — Аргентина
- Hamataliwa bufo Brady, 1970 — Панама
- Hamataliwa catenula Deeleman-Reinhold, 2009 — Малайзия, Борнео, Зондские острова
- Hamataliwa caudata Mello-Leitao, 1929 — Бразилия
- Hamataliwa cavata (Kraus, 1955) — Сальвадор
- Hamataliwa cheta Brady, 1970 — Гватемала
- Hamataliwa circularis (Kraus, 1955) — Сальвадор
- Hamataliwa communicans (Chamberlin, 1925) — Гаити
- Hamataliwa cooki Grimshaw, 1989 — Северные Территории, Квинсленд
- Hamataliwa cordata Zhang, Zhu & Song, 2005 — Китай
- Hamataliwa cornuta (Thorell, 1895) — Мьянма
- Hamataliwa crocata Brady, 1970 — Панама
- Hamataliwa cucullata Tang, Wang & Peng, 2012 — Китай
- Hamataliwa difficilis (O. P.-Cambridge, 1894) — Мексика
- Hamataliwa dimidiata (Soares & Camargo, 1948) — Бразилия
- Hamataliwa dubia (Mello-Leitao, 1929) — Бразилия
- Hamataliwa facilis (O. P.-Cambridge, 1894) — Мексика, Гватемала
- Hamataliwa flebilis (O. P.-Cambridge, 1894) — Мексика до Панамы
- Hamataliwa floreni Deeleman-Reinhold, 2009 — Малайзия, Борнео
- Hamataliwa foveata Tang & Li, 2012 — Китай
- Hamataliwa fronticornis (Lessert, 1927) — Конго
- Hamataliwa fronto (Thorell, 1890) — Суматра
- Hamataliwa globosa (F. O. P.-Cambridge, 1902) — Мексика до Панамы
- Hamataliwa grisea Keyserling, 1887 — США, Мексика
- Hamataliwa haytiana (Chamberlin, 1925) — Гаити
- Hamataliwa helia (Chamberlin, 1929) — США, Мексика, Гайана, Таиланд, Борнео, Суматра
- Hamataliwa hista Brady, 1970 — Панама
- Hamataliwa ignifuga Deeleman-Reinhold, 2009 — Борнео
- Hamataliwa incompta (Thorell, 1895) — Мьянма, Таиланд, Малайзия, Филиппины, Борнео
- Hamataliwa kulczynskii (Lessert, 1915) — Эфиопия, Восточная, Южная Африка
- Hamataliwa labialis (Song, 1991) — Китай
- Hamataliwa laeta (O. P.-Cambridge, 1894) — Мексика
- Hamataliwa latifrons (Thorell, 1890) — Суматра
- Hamataliwa maculipes (Bryant, 1923) — Антигуа
- Hamataliwa manca Tang & Li, 2012 — Китай
- Hamataliwa marmorata Simon, 1898 — Бразилия, Парагвай
- Hamataliwa menglunensis Tang & Li, 2012 — Китай
- Hamataliwa micropunctata (Mello-Leitao, 1929) — Бразилия
- Hamataliwa monroei Grimshaw, 1989 — Квинсленд
- Hamataliwa nigrescens Mello-Leitao, 1929 — Бразилия
- Hamataliwa nigritarsa Bryant, 1948 — Гаити
- Hamataliwa nigriventris (Mello-Leitao, 1929) — Бразилия
- Hamataliwa obtusa (Thorell, 1892) — Суматра
- Hamataliwa oculata Tang & Li, 2012 — Китай
- Hamataliwa pedicula Tang & Li, 2012 — Китай
- Hamataliwa penicillata Mello-Leitao, 1948 — Гайана
- Hamataliwa pentagona Tang & Li, 2012 — Китай
- Hamataliwa perdita Mello-Leitao, 1929 — Бразилия
- Hamataliwa peterjaegeri Deeleman-Reinhold, 2009 — Борнео
- Hamataliwa pilulifera Tang & Li, 2012 — Китай
- Hamataliwa porcata (Simon, 1898) — Бразилия
- Hamataliwa positiva Chamberlin, 1924 — Мексика
- Hamataliwa pricompta Deeleman-Reinhold, 2009 — Борнео, Суматра
- Hamataliwa puta (O. P.-Cambridge, 1894) — Мексика до Панамы
- Hamataliwa quadrimaculata (Mello-Leitao, 1929) — Бразилия
- Hamataliwa rana (Simon, 1897) — Вест-Индия
- Hamataliwa rostrifrons (Lawrence, 1928) — Намибия, Южная Африка
- Hamataliwa rufocaligata Simon, 1898 — Эфиопия, Сомали
- Hamataliwa sanmenensis Song & Zheng, 1992 — Китай
- Hamataliwa schmidti Reimoser, 1939 — Мексика до Коста-Рики
- Hamataliwa strandi (Lessert, 1923) — Южная Африка
- Hamataliwa subfacilis (O. P.-Cambridge, 1894) — Мексика
- Hamataliwa subhadrae (Tikader, 1970) — Китай, Индия
- Hamataliwa submanca Tang & Li, 2012 — Китай
- Hamataliwa torsiva Tang, Wang & Peng, 2012 — Китай
- Hamataliwa triangularis (Kraus, 1955) — Сальвадор, Панама
- Hamataliwa tricuspidata (F. O. P.-Cambridge, 1902) — Коста-Рика до Гайаны
- Hamataliwa truncata (Thorell, 1897) — Вьетнам
- Hamataliwa tuberculata (Chamberlin, 1925) — Куба
- Hamataliwa unca Brady, 1964 — США
- Hamataliwa ursa Brady, 1970 — Панама
- Hamataliwa vanbruggeni Deeleman-Reinhold, 2009 — Борнео

## Hostus
Hostus Simon, 1898
- Hostus paroculus Simon, 1898 — Мадагаскар

## Oxyopes
Oxyopes Latreille, 1804
- Oxyopes abebae Strand, 1906 — Эфиопия, Восточная Африка
- Oxyopes acleistus Chamberlin, 1929 — США, Мексика
- Oxyopes aculeatus Bosenberg & Lenz, 1895 — Восточная Африка
- Oxyopes affinis Lessert, 1915 — Восточная Африка
- Oxyopes africanus Strand, 1906 — Эфиопия
- Oxyopes aglossus Chamberlin, 1929 — США
- Oxyopes akakensis Strand, 1906 — Эфиопия, Восточная Африка
- Oxyopes albertianus Strand, 1913 — Конго, Уганда
- Oxyopes algerianus (Walckenaer, 1841) — Марокко, Алжир
- Oxyopes allectus Simon, 1910 — Габон, Гвинея-Бисау
- Oxyopes altifrons Mello-Leitao, 1941 — Бразилия
- Oxyopes amoenus L. Koch, 1878 — Квинсленд
- Oxyopes angulitarsus Lessert, 1915 — Уганда
- Oxyopes annularis Yin, Zhang & Bao, 2003 — Китай
- Oxyopes annulipes Thorell, 1890 — Суматра
- Oxyopes apollo Brady, 1964 — США, Мексика
- Oxyopes arcuatus Yin, Zhang & Bao, 2003 — Китай
- Oxyopes argentosus Simon, 1910 — Гвинея-Бисау
- Oxyopes argyrotrichius Mello-Leitao, 1929 — Бразилия
- Oxyopes armatipalpis Strand, 1912 — Индия
- Oxyopes artemis Brady, 1969 — США
- Oxyopes arushae Caporiacco, 1947 — Восточная Африка
- Oxyopes ashae Gajbe, 1999 — Индия
- Oxyopes aspirasi Barrion & Litsinger, 1995 — Филиппины
- Oxyopes assamensis Tikader, 1969 — Индия
- Oxyopes asterion Simon, 1910 — Гвинея-Бисау
- Oxyopes attenuatus L. Koch, 1878 — Квинсленд, Центральная Австралия
- Oxyopes auratus Thorell, 1890 — Сингапур, Суматра
- Oxyopes aureolus Thorell, 1899 — Камерун
- Oxyopes auriculatus Lawrence, 1927 — Намибия
- Oxyopes azhari Butt & Beg, 2001 — Пакистан
- Oxyopes baccatus Simon, 1897 — Эфиопия
- Oxyopes badhyzicus Mikhailov & Fet, 1986 — Израиль, Туркменистан
- Oxyopes balteiformis Yin, Zhang & Bao, 2003 — Китай
- Oxyopes bantaengi Merian, 1911 — Сулавеси
- Oxyopes bedoti Lessert, 1915 — Восточная Африка
- Oxyopes berlandorum Lessert, 1915 — Восточная Африка
- Oxyopes bharatae Gajbe, 1999 — Индия
- Oxyopes bicorneus Zhang & Zhu, 2005 — Китай
- Oxyopes bifidus F. O. P.-Cambridge, 1902 — Мексика до Панамы
- Oxyopes bifissus F. O. P.-Cambridge, 1902 — Мексика до Коста-Рики
- Oxyopes biharensis Gajbe, 1999 — Индия
- Oxyopes birabeni Mello-Leitao, 1941 — Аргентина
- Oxyopes birmanicus Thorell, 1887 — Индия, Китай до Суматры
- Oxyopes bolivianus Tullgren, 1905 — Боливия
- Oxyopes bonneti Lessert, 1933 — Ангола
- Oxyopes boriensis Bodkhe & Vankhede, 2012 — Индия
- Oxyopes bothai Lessert, 1915 — Эфиопия, Восточная Африка
- Oxyopes bouvieri Berland, 1922 — Эфиопия
- Oxyopes brachiatus Simon, 1910 — Экваториальная Гвинея, Биоко, Конго
- Oxyopes brevis Thorell, 1881 — Ару
- Oxyopes caboverdensis Schmidt & Krause, 1994 — Кабо-Верде
- Oxyopes calcaratus Schenkel, 1944 — Тимор
- Oxyopes campestratus Simon, 1910 — Гвинея-Бисау, Биоко, Сан-Томе
- Oxyopes campii Mushtaq & Qadar, 1999 — Пакистан
- Oxyopes camponis Strand, 1915 — Камерун
- Oxyopes candidoi Garcia-Neto, 1995 — Бразилия
- Oxyopes caporiaccoi Roewer, 1951 — Эфиопия
- Oxyopes carvalhoi Mello-Leitao, 1947 — Бразилия
- Oxyopes castaneus Lawrence, 1927 — Намибия
- Oxyopes ceylonicus Karsch, 1891 — Шри-Ланка
- Oxyopes chapini Lessert, 1927 — Конго
- Oxyopes chiapas Brady, 1975 — Мексика
- Oxyopes chittrae Tikader, 1965 — Индия
- Oxyopes coccineoventris Lessert, 1946 — Конго
- Oxyopes cochinchinensis (Walckenaer, 1837) — Вьетнам
- Oxyopes complicatus Tang & Li, 2012 — Китай
- Oxyopes concolor Simon, 1877 — Филиппины
- Oxyopes concoloratus Roewer, 1951 — Эфиопия
- Oxyopes constrictus Keyserling, 1891 — Бразилия, Гайана
- Oxyopes cornifrons (Thorell, 1899) — Камерун, Гвинея-Бисау
  - Oxyopes cornifrons avakubensis Lessert, 1927 — Конго
- Oxyopes cornutus F. O. P.-Cambridge, 1902 — Мексика
- Oxyopes cougar Brady, 1969 — США
- Oxyopes crassus Schmidt & Krause, 1995 — Кабо-Верде
- Oxyopes crewi Bryant, 1948 — Гаити
- Oxyopes daksina Sherriffs, 1955 — Шри-Ланка, Китай
- Oxyopes decorosus Zhang & Zhu, 2005 — Китай
- Oxyopes delesserti Caporiacco, 1947 — Эфиопия, Восточная Африка
- Oxyopes delmonteensis Barrion & Litsinger, 1995 — Филиппины
- Oxyopes dingo Strand, 1913 — Центральная Австралия
- Oxyopes dubourgi Simon, 1904 — Судан, Конго
- Oxyopes dumonti (Vinson, 1863) — Восточная Африка, Мадагаскар до Сейшелл
- Oxyopes elegans L. Koch, 1878 — Квинсленд, Новый Южный Уэльс
- Oxyopes elifaz Levy, 2007 — Израиль, Иордания
- Oxyopes elongatus Biswas et al., 1996 — Индия
- Oxyopes embriki Roewer, 1951 — Эфиопия
  - Oxyopes embriki dorsivittatus Strand, 1906 — Эфиопия
  - Oxyopes embriki nigriventris Strand, 1906 — Эфиопия
- Oxyopes erlangeri Strand, 1906 — Эфиопия
- Oxyopes exsiccatus Strand, 1907 — Ява
- Oxyopes extensipes (Butler, 1876) — Родригез
- Oxyopes falcatus Zhang, Yang & Zhu, 2005 — Китай
- Oxyopes falconeri Lessert, 1915 — Восточная Африка
- Oxyopes fallax Denis, 1955 — Нигер
- Oxyopes felinus Brady, 1964 — США, Мексика
- Oxyopes flavipalpis (Lucas, 1858) — Западная Африка, Эфиопия, Сомали
- Oxyopes flavus Banks, 1898 — Мексика до Коста-Рики
- Oxyopes fluminensis Mello-Leitao, 1929 — Бразилия
- Oxyopes forcipiformis Xie & Kim, 1996 — Китай
- Oxyopes fujianicus Song & Zhu, 1993 — Китай
- Oxyopes galla Caporiacco, 1941 — Эфиопия
- Oxyopes gaofengensis Zhang, Zhang & Kim, 2005 — Китай
- Oxyopes gemellus Thorell, 1891 — Никобарские острова, Малайзия
- Oxyopes globifer Simon, 1876 — Средиземноморье до Центральной Азии
- Oxyopes gossypae Mushtaq & Qadar, 1999 — Пакистан
- Oxyopes gracilipes (White, 1849) — Австралия, Тасмания, Новая Зеландия
- Oxyopes gratus L. Koch, 1878 — Квинсленд, Центральная Австралия
- Oxyopes gujaratensis Gajbe, 1999 — Индия
- Oxyopes gurjanti Sadana & Gupta, 1995 — Индия
- Oxyopes gyirongensis Hu & Li, 1987 — Китай
- Oxyopes hastifer Simon, 1910 — Гвинея-Бисау
- Oxyopes hemorrhous Mello-Leitao, 1929 — Бразилия
- Oxyopes heterophthalmus (Latreille, 1804) — Палеарктика
- Oxyopes hilaris Thorell, 1881 — Тимор
- Oxyopes hindostanicus Pocock, 1901 — Индия, Пакистан, Шри-Ланка
- Oxyopes hoggi Lessert, 1915 — Восточная Африка, Ангола
- Oxyopes holmbergi Soares & Camargo, 1948 — Бразилия
- Oxyopes hostides Strand, 1906 — Эфиопия
- Oxyopes hotingchiehi Schenkel, 1963 — Китай
- Oxyopes hupingensis Bao & Yin, 2002 — Китай
- Oxyopes idoneus Simon, 1910 — Гвинея-Бисау
- Oxyopes imbellis Thorell, 1890 — Малайзия
- Oxyopes incertus Mello-Leitao, 1929 — Перу, Бразилия
- Oxyopes inconspicuus Strand, 1906 — Эфиопия
- Oxyopes indiculus Thorell, 1897 — Мьянма
- Oxyopes indicus (Walckenaer, 1805) — Индия
- Oxyopes infidelis Strand, 1906 — Эфиопия
- Oxyopes inversus Mello-Leitao, 1949 — Бразилия
- Oxyopes iranicus Esyunin, Rad & Kamoneh, 2011 — Иран
- Oxyopes jabalpurensis Gajbe & Gajbe, 1999 — Индия
- Oxyopes jacksoni Lessert, 1915 — Восточная Африка
- Oxyopes javanus Thorell, 1887 — Индия, Китай до Явы, Филиппины
  - Oxyopes javanus nicobaricus Strand, 1907 — Никобарские острова
- Oxyopes jianfeng Song, 1991 — Китай
- Oxyopes jubilans O. P.-Cambridge, 1885 — Каракорум, Пакистан, Китай
- Oxyopes juvencus Strand, 1907 — Шри-Ланка
- Oxyopes kamalae Gajbe, 1999 — Индия
- Oxyopes ketani Gajbe & Gajbe, 1999 — Индия
- Oxyopes keyserlingi Thorell, 1881 — Новая Гвинея
- Oxyopes kobrooricus Strand, 1911 — Ару
- Oxyopes kochi Thorell, 1897 — Мьянма
- Oxyopes kohaensis Bodkhe & Vankhede, 2012 — Индия
- Oxyopes koreanus Paik, 1969 — Корея, Япония
- Oxyopes kovacsi Caporiacco, 1947 — Эфиопия
- Oxyopes kraepelinorum Bosenberg, 1895 — Канарские Острова
- Oxyopes kumarae Biswas & Roy, 2005 — Индия
- Oxyopes kusumae Gajbe, 1999 — Индия
- Oxyopes lagarus Thorell, 1895 — Мьянма
- Oxyopes lautus L. Koch, 1878 — Квинсленд, Центральная Австралия
- Oxyopes lenzi Strand, 1907 — Южная Африка
- Oxyopes lepidus (Blackwall, 1864) — Индия
- Oxyopes licenti Schenkel, 1953 — Россия, Китай, Корея, Япония
- Oxyopes lineatifemur Strand, 1906 — Эфиопия
- Oxyopes lineatipes (C. L. Koch, 1847) — Китай до Филиппин, Суматра, Ява
- Oxyopes lineatus Latreille, 1806 — Палеарктика
  - Oxyopes lineatus occidentalis Kulczynski, 1907 — Италия
- Oxyopes longespina Caporiacco, 1940 — Эфиопия
- Oxyopes longetibiatus Caporiacco, 1941 — Эфиопия
- Oxyopes longinquus Thorell, 1891 — Мьянма, Никобарские острова
- Oxyopes longipalpis Lessert, 1946 — Конго
- Oxyopes longispinosus Lawrence, 1938 — Южная Африка
- Oxyopes longispinus Saha & Raychaudhuri, 2003 — Индия
- Oxyopes ludhianaensis Sadana & Goel, 1995 — Индия
- Oxyopes luteoaculeatus Strand, 1906 — Эфиопия
- Oxyopes lynx Brady, 1964 — США
- Oxyopes machuensis Mukhtar, 2013 — Пакистан
- Oxyopes macilentus L. Koch, 1878 — Китай до Австралии
- Oxyopes macroscelides Mello-Leitao, 1929 — Бразилия, Парагвай
- Oxyopes maripae Caporiacco, 1954 — Французская Гвиана
- Oxyopes masculinus Caporiacco, 1954 — Французская Гвиана
- Oxyopes mathias Strand, 1913 — Уганда
- Oxyopes matiensis Barrion & Litsinger, 1995 — Филиппины
- Oxyopes mediterraneus Levy, 1999 — Средиземноморье
- Oxyopes megalops Caporiacco, 1947 — Восточная Африка
- Oxyopes m-fasciatus Piza, 1938 — Бразилия
- Oxyopes minutus Biswas et al., 1996 — Индия
- Oxyopes mirabilis Zhang, Yang & Zhu, 2005 — Китай
- Oxyopes modestus Simon, 1876 — Конго
- Oxyopes molarius L. Koch, 1878 — Квинсленд
- Oxyopes naliniae Gajbe, 1999 — Индия
- Oxyopes nanulineatus Levy, 1999 — Израиль
- Oxyopes nenilini Esyunin & Tuneva, 2009 — Узбекистанm Китай
- Oxyopes nigripalpis Kulczynski, 1891 — Средиземноморье
- Oxyopes nigrolineatus Mello-Leitao, 1941 — Аргентина
- Oxyopes nilgiricus Sherriffs, 1955 — Шри-Ланка
- Oxyopes ningxiaensis Tang & Song, 1990 — Китай
- Oxyopes niveosigillatus Mello-Leitao, 1945 — Аргентина
- Oxyopes notivittatus Strand, 1906 — Эфиопия
- Oxyopes obscurifrons Simon, 1910 — Сан-Томе
- Oxyopes occidens Brady, 1964 — США, Мексика
- Oxyopes ocelot Brady, 1975 — Мексика
- Oxyopes oranicola Strand, 1906 — Алжир
- Oxyopes ornatus (Blackwall, 1868) — Тропическая Африка
- Oxyopes oryzae Mushtaq & Qadar, 1999 — Пакистан
- Oxyopes ovatus Biswas et al., 1996 — Индия
- Oxyopes pallidecoloratus Strand, 1906 — Эфиопия, Конго, Восточная Африка, Мадагаскар
  - Oxyopes pallidecoloratus nigricans Caporiacco, 1947 — Восточная Африка
- Oxyopes pallidus (C. L. Koch, 1838) — Вест-Индия
- Oxyopes palliventer Strand, 1911 — Ару
- Oxyopes pandae Tikader, 1969 — Индия
- Oxyopes pankaji Gajbe & Gajbe, 2000 — Индия
- Oxyopes panther Brady, 1975 — США, Мексика
- Oxyopes papuanus Thorell, 1881 — Новая Гвинея, Соломоновы Острова, Квинсленд
- Oxyopes pardus Brady, 1964 — США
- Oxyopes patalongensis Simon, 1901 — Малайзия
- Oxyopes pawani Gajbe, 1992 — Индия
- Oxyopes pennatus Schenkel, 1936 — Китай
- Oxyopes personatus Simon, 1896 — Южная Африка
- Oxyopes pigmentatus Simon, 1890 — Израиль, Йемен
- Oxyopes pingasus Barrion & Litsinger, 1995 — Филиппины
- Oxyopes positivus Roewer, 1961 — Сенегал
- Oxyopes praedictus O. P.-Cambridge, 1885 — Яркенд
- Oxyopes providens Thorell, 1890 — Суматра
- Oxyopes pugilator Mello-Leitao, 1929 — Бразилия
- Oxyopes pulchellus (Lucas, 1858) — Конго
- Oxyopes punctatus L. Koch, 1878 — Квинсленд
- Oxyopes purpurissatus Simon, 1910 — Конго
- Oxyopes quadridentatus Thorell, 1895 — Мьянма
- Oxyopes quadrifasciatus L. Koch, 1878 — Квинсленд
- Oxyopes rajai Saha & Raychaudhuri, 2003 — Индия
- Oxyopes ramosus (Martini & Goeze, 1778) — Палеарктика
- Oxyopes ratnae Tikader, 1970 — Индия
- Oxyopes raviensis Dyal, 1935 — Пакистан
- Oxyopes reddyi Majumder, 2004 — Индия
- Oxyopes reimoseri Caporiacco, 1947 — Восточная Африка
- Oxyopes rejectus O. P.-Cambridge, 1885 — Яркенд
- Oxyopes reticulatus Biswas et al., 1996 — Индия
- Oxyopes rouxi Strand, 1911 — Ару
- Oxyopes royi Roewer, 1961 — Сенегал
- Oxyopes rubicundus L. Koch, 1878 — Новый Южный Уэльс
- Oxyopes rubriventer Caporiacco, 1941 — Восточная Африка
  - Oxyopes rubriventer paecilus Caporiacco, 1941 — Эфиопия
- Oxyopes rubrosignatus Keyserling, 1891 — Бразилия
- Oxyopes rufisternis Pocock, 1901 — Шри-Ланка
- Oxyopes rufovittatus Simon, 1886 — Сенегал
- Oxyopes rukminiae Gajbe, 1999 — Индия
- Oxyopes russoi Caporiacco, 1940 — Сомали
- Oxyopes russulus Thorell, 1895 — Мьянма
- Oxyopes rutilius Simon, 1890 — Йемен, Сокотра
- Oxyopes ruwenzoricus Strand, 1913 — Уганда
- Oxyopes ryvesi Pocock, 1901 — Индия, Пакистан
- Oxyopes saganus Bosenberg & Strand, 1906 — Япония
- Oxyopes sakuntalae Tikader, 1970 — Индия
- Oxyopes salticus Hentz, 1845 — США до Бразилии
- Oxyopes saradae Biswas & Roy, 2005 — Индия
- Oxyopes sataricus Kulkarni & Deshpande, 2012 — Индия
- Oxyopes scalaris Hentz, 1845 — Северная Америка
- Oxyopes schenkeli Lessert, 1927 — Конго
- Oxyopes sectus Mello-Leitao, 1929 — Бразилия
- Oxyopes septumatus  Mukhtar, 2013 — Пакистан
- Oxyopes sertatoides Xie & Kim, 1996 — Китай
- Oxyopes sertatus L. Koch, 1878 — Китай, Корея, Тайвань, Япония
- Oxyopes setipes Thorell, 1890 — Борнео
- Oxyopes sexmaculatus Mello-Leitao, 1929 — Перу, Бразилия
- Oxyopes shakilae Mukhtar, 2013 — Пакистан
- Oxyopes shweta Tikader, 1970 — Индия, Китай
- Oxyopes sinaiticus Levy, 1999 — Египт
- Oxyopes singularis Lessert, 1927 — Конго
- Oxyopes sitae Tikader, 1970 — Индия, Андаманские острова
- Oxyopes sjostedti Lessert, 1915 — Эфиопия, Восточная Африка
- Oxyopes sobrinus O. P.-Cambridge, 1872 — Ливия, Израиль
- Oxyopes squamosus Simon, 1886 — Сенегал
- Oxyopes stephanurus Mello-Leitao, 1929 — Бразилия
- Oxyopes sternimaculatus Strand, 1907 — Южная Африка
- Oxyopes strandi Caporiacco, 1939 — Эфиопия
- Oxyopes striagatus Song, 1991 — Китай
- Oxyopes striatus (Doleschall, 1857) — Мьянма до Новой Гвинеи
- Oxyopes subabebae Caporiacco, 1941 — Эфиопия
- Oxyopes subimali Biswas et al., 1996 — Индия
- Oxyopes subjavanus Strand, 1907 — Ява
- Oxyopes submirabilis Tang & Li, 2012 — Китай
- Oxyopes summus Brady, 1975 — Коста-Рика, Панама
- Oxyopes sunandae Tikader, 1970 — Индия
- Oxyopes sushilae Tikader, 1965 — Индия, Китай
- Oxyopes taeniatulus Roewer, 1955 — Бразилия
- Oxyopes taeniatus Thorell, 1877 — Суматра, Ява, Сулавеси
- Oxyopes takobius Andreeva & Tyschchenko, 1969 — Центральная Азия до Китая
- Oxyopes tapponiformis Strand, 1911 — Молуккские острова, Новая Гвинея
- Oxyopes tenellus Song, 1991 — Китай
- Oxyopes tibialis F. O. P.-Cambridge, 1902 — Гватемала, Сальвадор
- Oxyopes tiengianensis Barrion & Litsinger, 1995 — Вьетнам
- Oxyopes tikaderi Biswas & Majumder, 1995 — Индия
- Oxyopes timorensis Schenkel, 1944 — Тимор
- Oxyopes timorianus (Walckenaer, 1837) — Тимор
- Oxyopes toschii Caporiacco, 1949 — Кения
- Oxyopes travancoricola Strand, 1912 — Индия
- Oxyopes tridens Brady, 1964 — США, Мексика
- Oxyopes tuberculatus Lessert, 1915 — Восточная Африка
  - Oxyopes tuberculatus mombensis Lessert, 1915 — Восточная Африка
- Oxyopes ubensis Strand, 1906 — Эфиопия
- Oxyopes uncinatus Lessert, 1915 — Восточная Африка
- Oxyopes vanderysti Lessert, 1946 — Конго
- Oxyopes variabilis L. Koch, 1878 — Квинсленд, Центральная Австралия
- Oxyopes versicolor Thorell, 1887 — Мьянма
- Oxyopes vogelsangeri Lessert, 1946 — Конго
- Oxyopes wokamanus Strand, 1911 — Ару
- Oxyopes wroughtoni Pocock, 1901 — Индия, Пакистан
- Oxyopes xinjiangensis Hu & Wu, 1989 — Китай
- Oxyopes zavattarii Caporiacco, 1939 — Эфиопия

## Peucetia
Peucetia Thorell, 1869
- Peucetia akwadaensis Patel, 1978 — Индия, Китай
- Peucetia albescens L. Koch, 1878 — Квинсленд
- Peucetia ananthakrishnani Murugesan et al., 2006 — Индия
- Peucetia arabica Simon, 1882 — Греция, Северная, Восточная Африка, Средний Восток
- Peucetia ashae Gajbe & Gajbe, 1999 — Индия
- Peucetia betlaensis Saha & Raychaudhuri, 2007 — Индия
- Peucetia biharensis Gajbe, 1999 — Индия
- Peucetia cayapa Santos & Brescovit, 2003 — Эквадор, Перу
- Peucetia choprai Tikader, 1965 — Индия
- Peucetia crucifera Lawrence, 1927 — Намибия
- Peucetia elegans (Blackwall, 1864) — Индия
- Peucetia flava Keyserling, 1877 — Венесуэла до Аргентины
- Peucetia formosensis Kishida, 1930 — Тайвань
- Peucetia gauntleta Saha & Raychaudhuri, 2004 — Индия
- Peucetia gerhardi Van Niekerk & Dippenaar-Schoeman, 1994 — Западная, Центральная, Восточная Африка
- Peucetia graminea Pocock, 1900 — Индия
- Peucetia harishankarensis Biswas, 1975 — Индия
- Peucetia jabalpurensis Gajbe & Gajbe, 1999 — Индия
- Peucetia ketani Gajbe, 1992 — Индия
- Peucetia latikae Tikader, 1970 — Индия, Китай
- Peucetia lesserti Van Niekerk & Dippenaar-Schoeman, 1994 — Нигер, Кения
- Peucetia longipalpis F. O. P.-Cambridge, 1902 — США до Венесуэлы
- Peucetia longipes Pocock, 1899 — Западная, Центральная Африка
- Peucetia lucasi (Vinson, 1863) — Коморские острова, Мадагаскар
- Peucetia macroglossa Mello-Leitao, 1929 — Колумбия, Бразилия, Гайана
- Peucetia maculifera Pocock, 1900 — Южная Африка
- Peucetia madagascariensis (Vinson, 1863) — Коморские острова, Мадагаскар
- Peucetia madalenae Van Niekerk & Dippenaar-Schoeman, 1994 — Южная Африка
- Peucetia margaritata Hogg, 1914 — Монтебело
- Peucetia myanmarensis Barrion & Litsinger, 1995 — Мьянма
- Peucetia nicolae Van Niekerk & Dippenaar-Schoeman, 1994 — Южная Африка
- Peucetia pawani Gajbe, 1999 — Индия
- Peucetia phantasma Ahmed et al., 2015 — Индия
- Peucetia procera Thorell, 1887 — Мьянма
- Peucetia pulchra (Blackwall, 1865) — Центральная, Южная Африка, Сейшеллы
- Peucetia punjabensis Gajbe, 1999 — Индия
- Peucetia rajani Gajbe, 1999 — Индия
- Peucetia ranganathani Biswas & Roy, 2005 — Индия
- Peucetia rubrolineata Keyserling, 1877 — Панама до Аргентины
- Peucetia striata Karsch, 1878 — Йемен до Южной Африки, Коморские острова, Остров Святой Елены
- Peucetia transvaalica Simon, 1896 — Центральная, Южная Африка
- Peucetia virescens (O. P.-Cambridge, 1872) — Турция, Средний Восток
- Peucetia viridana (Stoliczka, 1869) — Индия до Мьянмы
- Peucetia viridans (Hentz, 1832) — Северная & Центральная Америка, Вест-Индия, Венесуэла
- Peucetia viridis (Blackwall, 1858) — Испания, Африка, Средний Восток; Вест-Индия (introd.)
- Peucetia viveki Gajbe, 1999 — Индия
- Peucetia yogeshi Gajbe, 1999 — Индия

## Pseudohostus
Pseudohostus Rainbow, 1915
- Pseudohostus squamosus Rainbow, 1915 — Южная Австралия

## Schaenicoscelis
Schaenicoscelis Simon, 1898
- Schaenicoscelis concolor Simon, 1898 — Бразилия
- Schaenicoscelis elegans Simon, 1898 — Бразилия
- Schaenicoscelis exilis Mello-Leitao, 1930 — Бразилия
- Schaenicoscelis guianensis Caporiacco, 1947 — Гайана
- Schaenicoscelis leucochlora Mello-Leitao, 1929 — Бразилия
- Schaenicoscelis luteola Mello-Leitao, 1929 — Бразилия
- Schaenicoscelis viridis Mello-Leitao, 1927 — Бразилия

## Tapinillus
Tapinillus Simon, 1898
- Tapinillus caldensis (Garcia-Neto, 1989) — Бразилия
- Tapinillus longipes (Taczanowski, 1872) — Панама до Перу, Бразилия, Французская Гвиана
- Tapinillus purpuratus Mello-Leitao, 1940 — Бразилия
- Tapinillus roseisterni Mello-Leitao, 1930 — Бразилия

## Tapponia
Tapponia Simon, 1885
- Tapponia micans Simon, 1885 — Малайзия, Суматра, Борнео